# Pericrocotus
Pericrocotus es un género de aves paseriformes perteneciente a la familia Campephagidae. Sus miembros, que se conocen como minivets, se encuentran principalmente en los bosques del sur y este de Asia. Son aves bastante pequeñas y esbeltas, con largas colas y que suelen posarse en postura erguida. La mayoría de sus especies tienen parte de su plumaje de color rojo, naranja o amarillo intenso, en especial los machos. Se alimentan principalmente de insectos, que atrapan en grupos en las copas de los árboles.

## Especies
Se reconocen trece especies en el género:
- Pericrocotus roseus - minivet rosado;
- Pericrocotus cantonensis - minivet de Swinhoe;
- Pericrocotus divaricatus - minivet ceniciento;
- Pericrocotus tegimae - minivet de Riukiu;
- Pericrocotus cinnamomeus - minivet chico;
- Pericrocotus igneus - minivet encendido;
- Pericrocotus lansbergei - minivet de Flores;
- Pericrocotus erythropygius - minivet ventriblanco;
- Pericrocotus solaris - minivet gorgigrís;
- Pericrocotus ethologus - minivet colilargo;
- Pericrocotus brevirostris - minivet piquicorto;
- Pericrocotus miniatus - minivet de la Sonda;
- Pericrocotus flammeus - minivet escarlata.